# ナモリック環礁
座標: 北緯05度37分00秒 東経168度07分00秒 / 北緯5.61667度 東経168.11667度

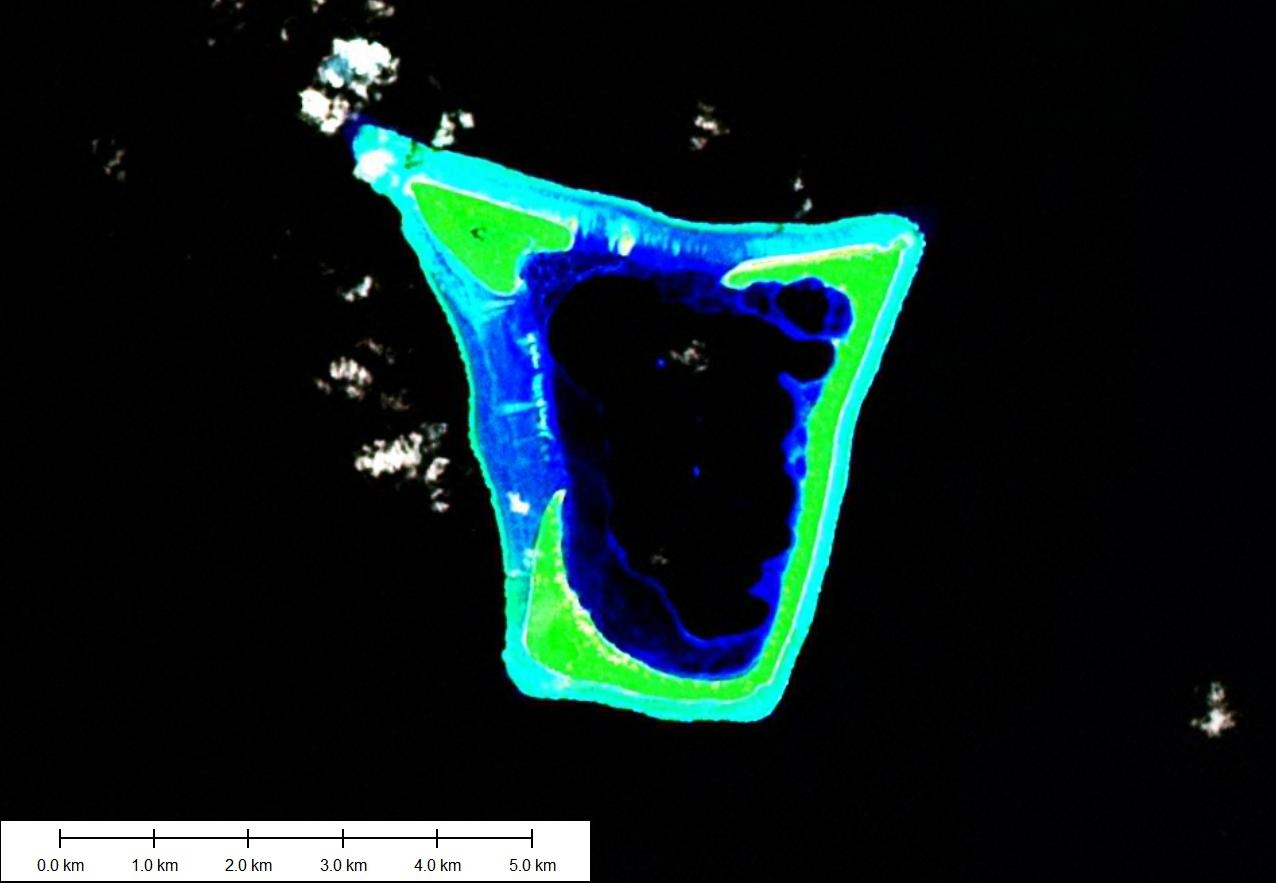
ナモリック環礁

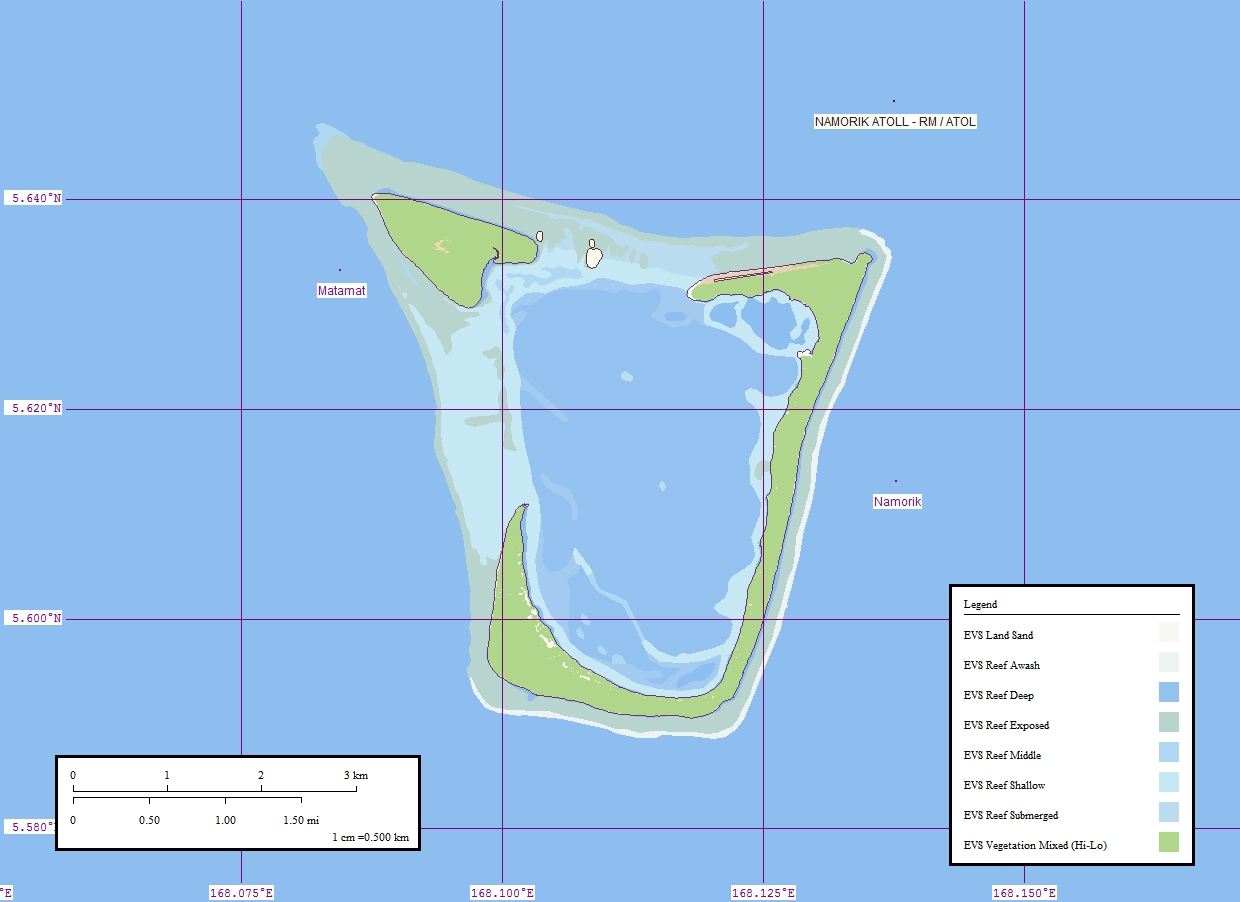
ナモリック環礁の地図

ナモリック環礁（またはナムリック環礁）は、太平洋上にある2つに島から成る環礁であり、国際法上はマーシャル諸島のラリック列島に属している。この2つの島の面積は、合わせて2.7km2に過ぎないが、環礁の領域は8.3km2にもなる。なお環礁の人口は814人である。
ナモリック環礁はエボン環礁から約100km北西にあり、環礁の中に森林のある2つの島から構成されている。この2つの小島は多量の黒い岩石と共に珊瑚礁の上に立っている。とても浅い環礁は乾いたサンゴによって海から切り離されており、満潮の時でも環礁をボートで横切るのが困難である。ここには商店が1軒だけ、小島の南西部にあるのみである。
島の地下には淡水レンズがある。島および周辺のマングローブはメガネモチノウオ、タイマイ、アオウミガメなどの生息地または繁殖地で、2012年にラムサール条約登録地となった。
ナモリックの小島に西側から上陸する場合には、島から約90m離れた地点から可能である。島には北東からの風を防ぐ物が無く、また海が荒れた際の南西の風は強くて危険である。島の周囲を縁取っている珊瑚礁は、上陸地点を約135mも沖に広げている。また2隻の難破船が島の南約90mの地点に横たわっている。